# 모치즈키 소라
모치즈키 소라(일본어: 望月 想空, 2001년 4월 3일~)는 일본의 축구 선수이다.

## 구단 경력
그는 2024년 J3리그의 FC 오사카에 입단했다.